# Basilica di San Prospero
La basilica di San Prospero è un edificio di culto cattolico di età rinascimentale in piazza San Prospero, nel cuore del centro storico di Reggio Emilia. È dedicata al patrono della città. Testimonianza insigne del Rinascimento emiliano, anche se è spesso erroneamente considerata barocca, ospita sotto l'altare maggiore le vestigia del santo traslate dal monastero omonimo a lui dedicato, posto fuori le mura della città e abbattuto nel XVI secolo in occasione della "tagliata" (abbattimento degli edifici adiacenti alle mura, per circa 600 metri) voluta per ragioni difensive.

## Storia
A san Prospero, che visse nel V secolo e fu vescovo della città, va la devozione locale a seguito del salvataggio della città dal sacco di Attila: gli Unni non si accorsero dell'abitato perché un intervento provvidenziale invocato da Prospero avvolse Reggio in una generosa coltre di nebbia (lo stesso miracolo di offuscamento e nelle stesse circostanze viene attribuito dai Modenesi a san Geminiano, patrono di Modena; la nebbia è del resto un fenomeno alquanto comune nella pianura Padana).
Nella zona adiacente all'antico castrum della "Regium" romana, durante il suo lungo episcopato (prima del 980 - dopo il dicembre del 1029) il vescovo Teuzone fece innalzare la chiesa di San Prospero di Castello, per distinguerla da quella dell'antico monastero di San Prospero fondato nel 703 nel borgo esterno alle mura, e nel 997 la chiesa fu consacrata da papa Gregorio V. Nel 1487 la torre fu abbattuta e tra il 1536 ed 1570 venne ricostruita su disegno di Cristoforo Ricci e Giulio Romano. Nel 1514 la basilica, ormai in rovina, fu demolita. Il Comune affidò il progetto della ricostruzione a Luca Corti e a Matteo Fiorentino, ma quando la chiesa era pressoché pronta, nel 1523, le fondamenta della cappella maggiore cedettero. Nel 1527 fu terminata; nel 1543 furono completate le cappelle minori e la basilica venne finalmente riconsacrata. Tuttavia rimaneva incompiuta la facciata, innalzata poi da Giovan Battista Cattani tra il 1748 ed il 1753.

## Descrizione

### Esterno

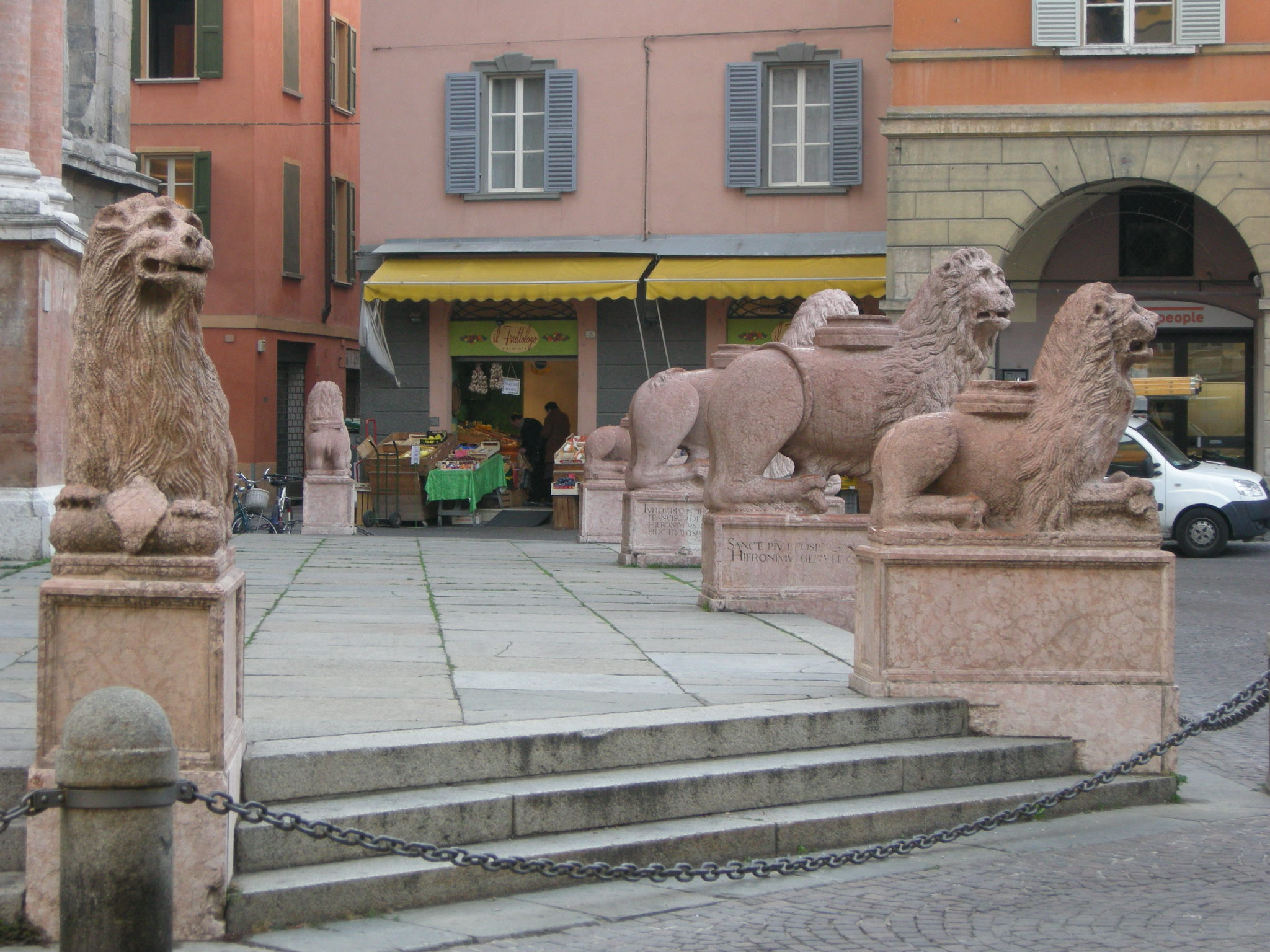
I leoni.

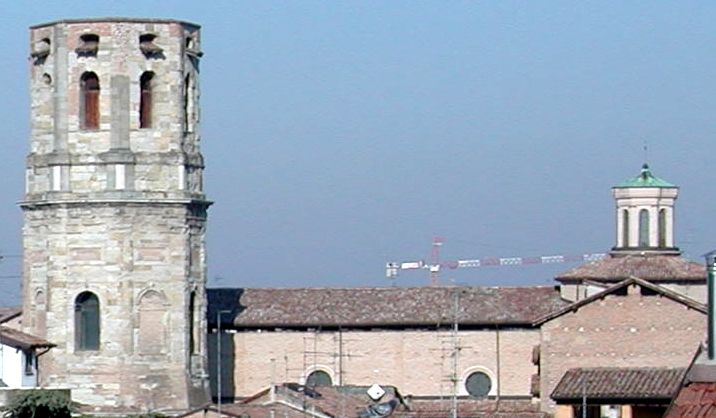
Profilo della Basilica con il campanile.

La facciata, opera di G.B. Cattani, risale alla metà del Settecento e ospita undici statue di santi protettori e dottori della Chiesa. Al limite del sagrato sono collocati sei caratteristici leoni in marmo rosso di Verona la cui destinazione originale era di sostenere sei colonne per costruire tre pronai davanti alle tre porte della basilica. Le sculture (1503) sono tradizionalmente attribuite allo scultore reggiano Gaspare Bigi e non furono mai terminate. 
I leoni furono sistemati nell'attuale posizione nel 1748. Si propende, nell'ambito della storia dell'arte, la teoria per cui questi manufatti siano in realtà stati riutilizzati nella prima ricostruzione cinquecentesca e siano, per la loro arcaicità, di epoca precedente, probabilmente romanica. Al sopracitato scultore reggiano verrebbero attribuiti esclusivamente i basamenti, in uno dei quali è presente il profilo di Girolamo Pratonieri, nobile reggiano, finanziatore della ricostruzione. È solito trovare bambini a cavalcioni su questi animali, usanza ormai abituale per intere generazioni di reggiani.
A destra della facciata si erge il campanile ottagonale incompleto, ideato da Cristoforo Ricci e riveduto nel progetto da Giulio Romano.

### Interno

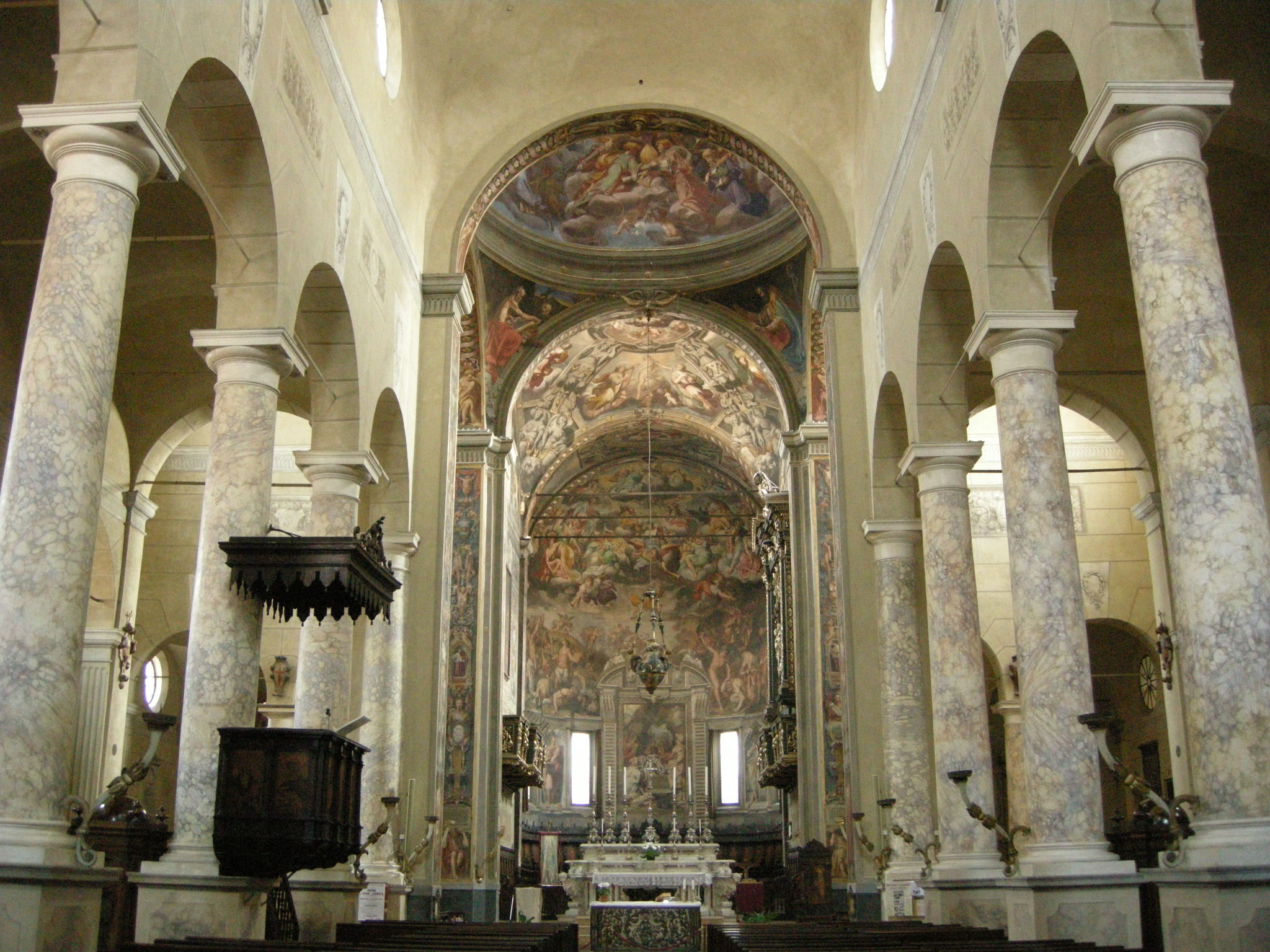
L'interno.

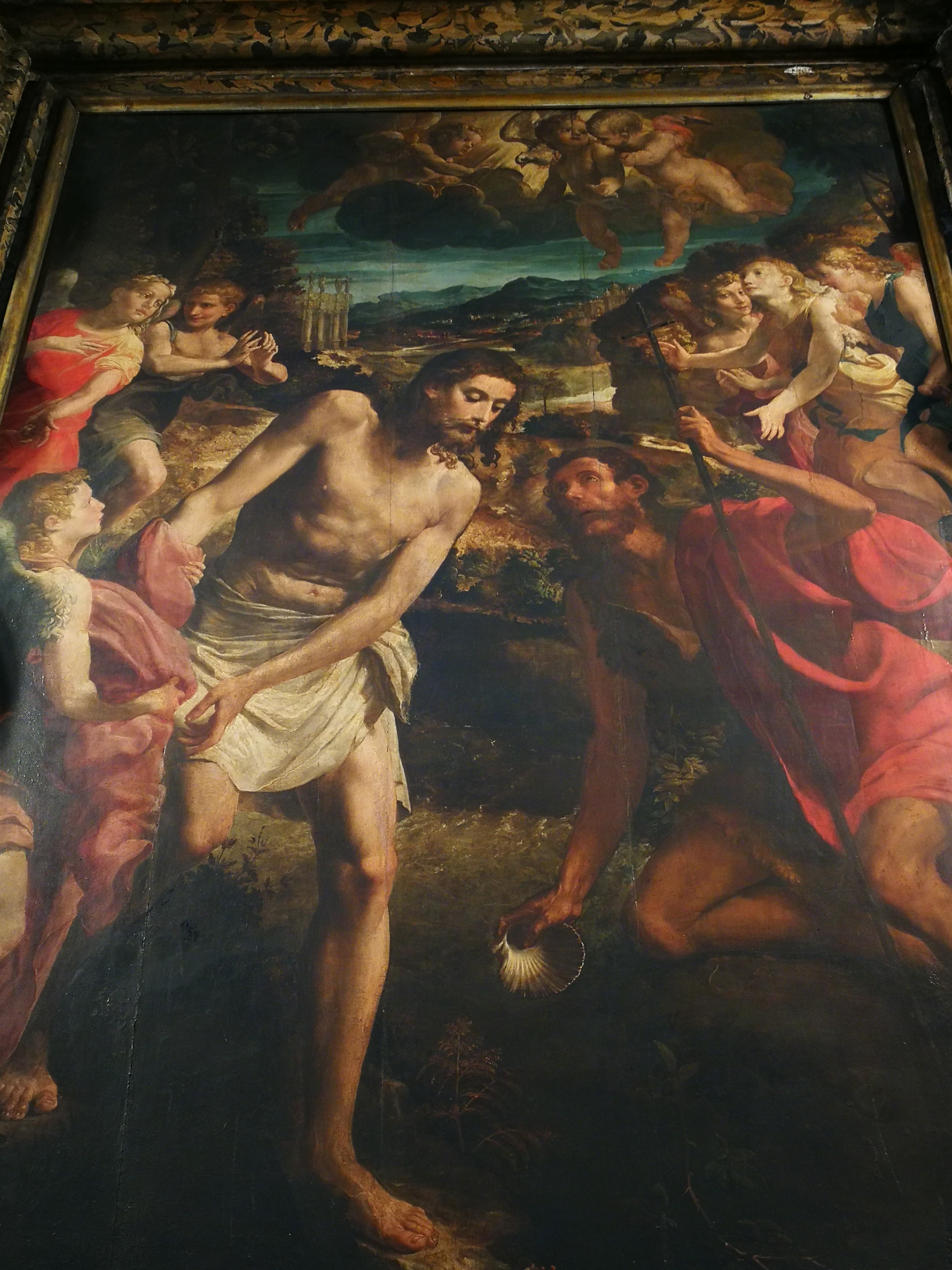
Michelangelo Anselmi, Battesimo di Cristo.

L'interno, semplice e solenne, è a croce latina divisa in tre navate, di cui la mediana decorata in stile neoclassico, ed è ricco di opere d'arte.
Nella navata mediana vi è il bel pulpito ligneo con tarsie raffiguranti santi lavorati a tarsia, opera di Paolo e Prospero Sampolo (1571). Nella navata destra, al terzo altare è il Battesimo di Cristo di Michelangelo Anselmi, al quarto altare l'Elemosina di Sant'Omobono di Nicolò Patarazzi, ed al quinto altare della Cappella Pratonieri è conservata nella cornice originale La Notte (Natività di Gesù), copia di Jean Boulanger del dipinto di Correggio venduto nel 1745 dal duca Francesco III d'Este all'elettore di Sassonia ed oggi nella Gemäldegalerie di Dresda. Al sesto altare si trova la Sacra Famiglia di Alessandro Tiarini. 
Nel transetto destro, alla parete destra, in alto, la Madonna e San Matteo, copia di Jean Boulanger dell'originale di Annibale Carracci, oggi alla Gemaldegalerie di Dresda. Sotto si vede il Sepolcro di Lodovico Parisetti, di Prospero Sogari (1555) e sull'altare c'è la Madonna col Bambino, interessante marmo michelangiolesco forse dello stesso Sogari. Nella prima cappella a destra del presbiterio sono tre statue di Sante assegnate a Nicola Sampolo.
Il presbiterio ha al centro l'altare che racchiude il corpo di san Prospero. Lo spazio è ornato nelle volte e nel catino absidale da un notevole ciclo pittorico ad affresco, risalente alla fine del Cinquecento, in gran parte opera di Camillo Procaccini: verso di esso si trovano, in ordine: sulla volta, l'ultima parte ad essere eseguita, Santi Prospero e Venerio tra cori di angeli negli scomparti triangolari (1597-1598); quindi Padre Eterno nell'ovale tra Creazione di Eva a sinistra e Scena dell'Apocalisse a destra (1585 - 1587). Accanto alle finestre, in alto, Prudenza, Carità, Umiltà e Temperanza. Nel catino absidale Giudizio Finale, e sotto Deposizione, vaste composizioni di ispirazione michelangiolesca e di grande impatto visivo, sempre del 1585 - 1587. La Resurrezione del figlio della vedova di Naim e la Caduta di Iezabele (1589) sono di Bernardino Campi. In basso è posto un coro ligneo del 1545, intagliato e intarsiato da Cristoforo da Venezia o De Venetiis con il figlio Giuseppe, che forse contiene al suo interno, negli stalli in basso, le tarsie del più antico coro di Cristoforo e Lorenzo da Lendinara (1457 - 1461). La decorazione della cupola a tempera su muro con San Prospero in gloria tra Angeli è invece frutto di un intervento tardo ottocentesco ad opera di Giulio Ferrari e aiuti, che la eseguirono nel 1885 insieme alla decorazione dei pilastri. 
Passando al transetto sinistro, troviamo sopra la vasca battesimale Cristo che porta la Croce, altra notevole opera di Prospero Sogari, e alla parete il Sepolcro di Ruffino Gabbioneta, governatore della città per conto di Papa Leone X, raffinata realizzazione di Bartolomeo Spani, commissionata nel 1520 e firmata.
Nella navata sinistra si trovano altre notevoli opere d'arte: al sesto altare è la tavola con San Paolo, nella predella Caduta del Santo, interessante opera di Bernardino Zacchetti; al quinto altare si trova la Madonna col Bambino e Santa Apollonia, opera assegnata dubitativamente a Denis Calvaert; al terzo la Cattedra di San Pietro di Orazio Talami; al secondo la pala con Madonna e Santi di Francesco Stringa e nella volta Storie dei Santi Crispino e Crispiniano di Pietro Desani.
La basilica possiede un importante Tesoro, che è custodito in un'apposita cappella affrescata da Marcantonio Franceschini nel 1701 coadiuvato da Luigi Quaini. Si menzionano, tra altri oggetti, il busto di San Prospero, in argento, di Nicola Sampolo (1623), ed una croce astile di Gianandrea Spani, del 1540. In sagrestia, di solito non visitabile, sono diversi dipinti, tra cui l'Assunzione della Vergine di Tommaso Laureti e Ludovico Carracci.